# Skrzyńczyska
Skrzyńczyska (752 m) – szczyt w Gorcach wznoszący się po północnej stronie przełęczy Wierchmłynne (732 m). Jego północne stoki opadają do doliny Potoku Zasadnego, zaś w jego wschodnie i zachodnie stoki wcinają się dolinki dwóch dopływów tego potoku. Po drugiej stronie zachodniego potoku wznosi się drugi, wyższy, lecz bezimienny wierzchołek 762 m.
Skrzyńczyska są obecnie niemal całkowicie porośnięte lasem, dawniej jednak było na nich wiele pól i łąk. Obecnie niektóre z nich zarastają lasem, ale na zdjęciach lotniczych mapy Geoportalu są jeszcze rozróżnialne. Duża polana Studzienki znajduje się jeszcze po zachodniej stronie Skrzyńczysk.
Skrzyńczyska znajdują się na terenie wsi Zasadne w województwie małopolskim, w powiecie limanowskim, w gminie Kamienica.